# Paranisopodus heterotarsus
Paranisopodus heterotarsus là một loài bọ cánh cứng trong họ Cerambycidae.